# Wildensteiner Burg Hexenturm
Die Burg Hexenturm ist eine hochmittelalterliche Doppelburgruine freiadliger Zuordnung, die über eine Burghöhle verfügt. Die Felsenburg liegt nördlich der Gemeinde Leibertingen im Landkreis Sigmaringen in Baden-Württemberg, Deutschland. Sie gehört zu vier Burgen, die lange vor der Burg Wildenstein entstanden sind.

## Lage
Unzugänglich auf einem steilen Felszahn (ca. 770 m) thronen die Überreste der einstigen Oberen Burg (Hexenturm) und die der Unteren Burg auf etwa 730 m. Zusammen befinden sie sich südwestlich der Feste Wildenstein (810 m).

## Anlage
Von der Oberen Burg sind geringe Reste des mit Buckelquadern errichteten Kernmauerwerks erhalten. Von der Unteren Burg erhielten sich lediglich an der steilabfallenden Nordseite Reste einer Abschlussmauer sowie ein großer Felsschacht. Der Burghof der Unteren Burg hat im Osten eine Öffnung zur Burghöhle. Sie war gleichzeitig Kernpunkt der Anlage.

## Geschichte
Die verbleibenden Mauerreste der Oberen und Unteren Burg tragen die Baumerkmale verschiedener Zeiten, jedoch kann eine gemeinsame Gründung zwischen 1100 und 1150 nicht ausgeschlossen werden.
Erstmalige Erwähnung fanden die Herren von Wildenstein in den oben genannten Urkunden des Klosters Salem zwischen 1168 und 1174. Um 1200 entstand die Obere Burg, der Hexenturm, die vermutlich einen Vorgängerbau ablöste. Im 13. Jahrhundert entstand die neue Burg Wildenstein, jedoch wurde erst um 1400 die alte Burg als Wohnsitz aufgegeben.

## Sage
Die einst durch die Wilden von Wildenstein erbaute Burg diente der Sage nach während der Hexenverfolgung als Gefängnis der Hexerei bezichtigter Delinquentinnen aus der näheren Umgebung. Darf man der Sage weiterhin Glauben schenken, muss vor einer Hinrichtung die baufällige Brücke zusammengebrochen sein und die Frauen fanden den Hungertod. Weiter heißt es, dass die Burg kurz darauf von einem Blitz zerschmettert wurde.